# 15-й кавалерийский корпус (СССР)
15-й кавалерийский корпус — оперативное войсковое объединение в составе ВС СССР.

## История
15-й кавалерийский корпус сформирован 1 января 1942 года в составе Закавказского фронта.
15-й кавалерийский корпус в ходе всей Великой Отечественной войны находился в составе группы Советских войск в Иране. Находился в подчинении непосредственно Закавказского фронта, на начало 1945 года — в составе 4-й армии, управление которой функционировало в Баку со времени упразднения в 1946 году Бакинского военного округа.
15-й кавалерийский корпус выполнял задачи по прикрытию стратегических коммуникаций в Иране (поставки в СССР военной техники по ленд-лизу) и охране западных границ Ирана на случай вторжения со стороны Турции которая была союзником Германии.
Основными задачами командующего войсками Закавказского фронта на сентябрь 1943 г. Ставка ВГК определила «прочное обеспечение советско-турецкой и ирано-турецкой границ» и «резкое повышение боеспособности 15-го кавкорпуса и 75-й стр. дивизии».
27 декабря 1943 г. все войска, расположенные в Иране, включая части и соединения 15 кк были объединены в 4-ю армию (3-го формирования) с подчинением командующему Закавказским фронтом. Штаб 4-й армии должен был разместиться в г. Казвин, армейский тыл — в районе г. Решт.
15-й кавалерийский корпус к концу войны остался единственным в кавалерии, не получившим гвардейского звания, поскольку в боях с фашистами не участвовал.
Выведен с территории Ирана в июне 1946 года и расформирован.

## Полное наименование
15-й кавалерийский корпус

## Состав корпуса на 15.09.1943 г.[4]
- Управление корпуса
- 1-я кавалерийская дивизия (сформирована в г. Ленинакан в период с 22 по 27 июля 1941 года. В Иране с 04.09.1941. Штаб в г. Тавриз. Командир дивизии в 1942—1946 гг. Инаури Алексей Николаевич),
- 23-я кавалерийская дивизия (сформирована в г. Степанакерт в период с 25 по 30 июля 1941 года. В Иране с 25.08.1941. Штаб в г. Резайе),[5]
- 75-я стрелковая дивизия (в Иране с 14.04.1942. Штаб в г. Хой),
- 90-я отдельная стрелковая бригада (сформирована в гг. Казвин, Пехлеви из запасных частей в феврале- апреле 1943 года),
- 15-й отдельный истребительный противотанковый дивизион (сформирован в г. Тавриз в октябре 1942 года),
- 17-й отдельный миномётный дивизион (сформирован в г. Тавриз в феврале 1943 года на базе 166-го миномётного полка корпуса),
- 1595-й истребительный противотанковый полк (сформирован в г. Тавриз в феврале 1943 года на базе 26-го отдельного конно-артиллерийского дивизиона корпуса),
- 479-й отдельный батальон связи (сформирован в г. Тавриз в июле 1942 года на базе 19-го отдельного дивизиона связи),

## Состав корпуса на 27.12.1943 г.[2]
- Управление корпуса, 1 кд, 23 кд, 75 сд, 90 осбр, 1595 иптап, 17 оминд,
- 978 истребительный авиаполк,

### Другие соединения и части, в разное время входившие в состав корпуса
- 39-я Отдельная горно-кавалерийская дивизия (сформирована в САВО 26 июля 1941. В Иране с 25.08.1941 по июнь 1946. С 1944 — 39 кд. В составе 15 кк не ранее августа 1944)[6];
- 149-я танковая бригада.
- Учебный дивизион (существовал до окончания Великой Отечественной войны)

## Командование корпуса

### Командиры корпуса
- полковник Селиванов, Алексей Гордеевич (с 01.01.1942 по 18.03.1942)
- генерал-майор Мельник, Кондрат Семёнович (с 19.03.1942 по 15.10.1942)
- полковник Дамберг, Вольдемар Францевич (с 16.10.1942 по 11.01.1943)
- генерал-майор Гайдуков, Вениамин Андреевич (с 12.01.1943 по 28.01.1944)
- врио полковник Поляков, Алексей Михайлович (с 26.01.1944 по 02.02.1944)
- генерал-майор, генерал-лейтенант Глинский, Михаил Иосифович (со 02.02.1944 по июнь 1946)

### Заместитель командира корпуса по строевой части
- полковник Селиванов, Алексей Гордеевич
- полковник Рагозин, Николай Иванович (1943—1945)

### Начальник политического отдела
- полковник Поляков, Алексей Михайлович (с декабря 1943)

## Примечание
1. ↑  Директива Ставки ВГК № 30038 командующему войсками Закавказского фронта об основных задачах. 5 февраля 1943 г.
2. 1 2  Директива Ставки ВГК № 46202 Командующим войсками Закавказского фронта и Среднеазиатского военного округа об объединении войск, расположенных в Иране, в 4-ю армию. 27 декабря 1943 г.
3. ↑  Как кавалерия воевала против танков. Интересные факты, истории и самое интересное со всего мира. Архивировано 12 ноября 2018. Дата обращения: 11 ноября 2018.
4. ↑  Боевая характеристика штабов и частей 15-го кавалерийского корпуса. Память народа 1941-1945. Дата обращения: 27 мая 2019. Архивировано 17 января 2021 года.
5. ↑  Sten. 23-я кавалерийская дивизия. tankfront.ru. Дата обращения: 11 ноября 2018. Архивировано 17 октября 2019 года.
6. ↑  39-я Отдельная горно-кавалерийская дивизия. Танковый фронт 1939-1945.. Архивировано 29 мая 2019 года.